# Clubiona filicata
Clubiona filicata là một loài nhện trong họ Clubionidae.
Loài này thuộc chi Clubiona. Clubiona filicata được Octavius Pickard-Cambridge miêu tả năm 1874.